# Маргарита Щъркелова
Маргарита Щъркелова е българска баскетболистка.
Играе с отбора на „Локомотив (София)“ 13 години, след това преминава в италианския „Стабиле Пластико“, а след завръщането си от Италия се включва в отбора на „Софстрой“. Носителка на бронзов медал от Олимпиадата в Монреал (Канада) през 1976 г. Щъркова е жена на Стоян Стоев, бивш волейболен треньор, и майка на бившия волейболен национал Мартин Стоев.

## Заслуги и отличия
- Заслужил майстор на спорта

## Успехи
Локомотив (София)
- Баскетболно първенство:
  -  Шампион (1): 1967
  -  Вицешампион (1): 1971
  -  Бронзов медал (6): 1964, 1965, 1968, 1969, 1970, 1976
- Купа на България:
  -  Носител (1): 1968

 България
- Европейско първенство за девойки във (Ротердам и Люварден):
  -  Вицешампион (1): 1969
- XII-то Европейско първенство във (Ротердам и Люварден):
  - 4-то място (1): 1970
- XIII-то Европейско първенство във (Варна и Бургас):
  -  Вицешампион (1): 1972
- XIV-то Европейско първенство във (Ротердам и Люварден):
  - 5-о място (1): 1974
- XV-то Европейско първенство във (Мулен, Виши, Мон Дор и Клермон Феран):
  -  Бронзов медал (1): 1976
- Олимпийски игри в Монреал:
  -  Бронзов медал (1): 1976
- Балканско първенство:
  -  Шампион (6): 1969, 1970, 1972, 1973, 1974, 1975

Индивидуални:
- Включена в Идеалния отбор на Европейското първенство за девойки – 1969 г.